# Principauté de Kapurthala
La principauté du Kapurthala, avec sa capitale à Kapurthala, est un ancien État princier de la province du Pendjab en Inde. Dirigé par les sikhs Ahluwalia, il s'étendait sur 510 miles carrés (1 300 km2). Selon le recensement de 1901, l'État comptait 314 341 habitants et comprenait deux villes et 167 villages. En 1930, Kapurthala a été intégré à l'Agence des États du Pendjab et a adhéré à l'Union indienne en 1947.
Dans l'Inde coloniale, l'État de Kapurthala était connu pour son harmonie communautaire, son souverain sikh Jagatjit Singh ayant construit la Mosquée maure pour ses sujets musulmans. Au moment du mouvement pour l'indépendance de l'Inde, le souverain de l'État de Kapurthala s'est opposé à la partition de l'Inde et a plaidé en faveur d'un pays uni et laïque.